# Irene Baldessari
Pour les articles homonymes, voir Baldessari.
Irene Baldessari (née le 21 janvier 1993 à Trente) est une athlète italienne, spécialiste du demi-fond.
Elle a remporté la médaille de bronze lors du relais poursuite mixte des Jeux européens de 2019.